# Benito Alazraki
Pour les articles homonymes, voir Alazraki.
Benito Alazraki (né le 27 octobre 1921 à Mexico, décédé le 6 juin 2007) est un réalisateur, scénariste et producteur de cinéma mexicain. 

## Filmographie

### Comme réalisateur
- 1955 : Racines (Raíces)
- 1956 : Los Amantes
- 1958 : ¿Adónde van nuestros hijos?
- 1958 : Ladrones de niños
- 1959 : Café Colón
- 1959 : El Vestido de novia
- 1960 : El Toro negro (en)
- 1960 : Infierno de almas
- 1960 : La Ley de las pistolas
- 1960 : La Tijera de oro
- 1960 : Las Hermanas Karambazo
- 1960 : Peligros de juventud
- 1960 : Pistolas invencibles
- 1960 : Poker de reinas
- 1960 : Rebelde sin casa
- 1960 : Tin Tan y las modelos
- 1961 : Amor a balazo limpio
- 1961 : Con quien andan nuestros locos
- 1961 : De hombre a hombre
- 1961 : Muñecos infernales
- 1962 : Santo contra los zombis
- 1962 : A ritmo de twist
- 1962 : El Tigre negro
- 1962 : Espiritismo
- 1962 : Frankestein: El vampiro y compania
- 1962 : Los Pistoleros
- 1962 : The Time and the Touch
- 1965 : La Viuda
- 1971 : Los Jóvenes amantes
- 1973 : Las tres perfectas casadas
- 1977 : Balún Canán
- 1981 : El Fantasma del lago
- 1988 : Alicia en el pais del dolar
- 1989 : Arriba el telón
- 1989 : Rey de los taxistas
- 1990 : Objetos sexuales
- 1993 : Yo hice a Roque III
- 1995 : Hasta que los cuernos nos separen

### Comme scénariste
- 1946 : Enamorada d'Emilio Fernández
- 1955 : Racines de lui-même
- 1956 : Los Amantes de lui-même
- 1958 : ¿Adónde van nuestros hijos? de lui-même
- 1958 : Ladrones de niños de lui-même
- 1961 : Santo contra los zombis de lui-même
- 1969 : El Día de las madres d'Alfredo B. Crevenna
- 1971 : Los Jóvenes amantes de lui-même
- 1977 : Balún Canán de lui-même
- 1982 : La Leyenda del tambor de Jorge Grau
- 1983 : Mundo mágico de Luis Mandoki, Alejandro Talavera et Raúl Zermeño
- 1989 : Rey de los taxistas de lui-même
- 1993 : Yo hice a Roque III de lui-même

### Comme producteur
- 1946 : Enamorada d'Emilio Fernández
- 1983 : Mundo mágico de Luis Mandoki, Alejandro Talavera et Raúl Zermeño

## Distinctions

### Nomination
- 1955 : en lice pour la Palme d'or au Festival de Cannes pour Racines (Raíces)

### Récompenses
- 1955 : Prix FIPRESCI au Festival de Cannes pour Racines (Raíces)
- 1956 : Ariel Spécial pour Racines (Raíces)